# The Great Escape (jeu vidéo, 1986)
Pour les articles homonymes, voir The Great Escape.
The Great Escape est un jeu vidéo d'action-aventure basé sur le film américain La Grande Évasion (The Great Escape).
Il a été codé par l'entreprise britannique Denton Designs (en) et a été publié par Ocean en 1986 pour ZX Spectrum, Commodore 64, Amstrad CPC et DOS.
Le joueur incarne un soldat capturé durant la Seconde Guerre mondiale. Le but du jeu est alors d'échapper à ses ravisseurs sans se faire repérer.
Le magazine britannique spécialisé dans l'informatique et les jeux vidéo Your Sinclair classe The Great Escape à la 23e place de son Top 100 des « meilleurs jeux ZX Spectrum »,.